# Палантиры
Паланти́ры (кв. Palantíri, «далеко видящие»; ед. ч. — Пала́нтир) — в легендариуме Дж. Р. Р. Толкина видящие камни, созданные в Амане эльфами-нолдор (вероятно, Феанором). С помощью этих камней можно было увидеть то, что происходит в настоящее время в другом месте или происходило в прошлом, а также можно было поговорить с собеседником, находящимся далеко (если у него тоже есть палантир).
Палантиры нельзя заставить показывать то, чего нет (это не удалось даже Саурону), но можно внушить смотрящему ложное понимание увиденного.

## История палантиров в Средиземье
Палантир — «Зрячий камень», от «палан» — далеко, широко и «тир» — сторожить, следить, видеть.
Семь палантиров были подарены людям Нуменора во время Второй Эпохи эльфами-эльдар Амана, спасены Элендилом при гибели острова и привезены им в Средиземье.
Главный палантир был и остаётся на Тол Эрессеа, за Морем, и не принадлежит людям. Один из палантиров находился в башне Эмин Берайд в Серой Гавани (он не связан с остальными и, в отличие от других палантиров, он показывал только море — до падения Нуменора и сокрытия Амана этот камень смотрел за Море, после в него можно было увидеть Тол Эрессеа, но Нуменор скрылся навеки); второй и третий утонули в заливе Форохел вместе с кораблём арнорского короля Арведуи (ранее хранились в Аннуминасе и в башне Амон Сул); четвёртый — в Ортханке; пятый — в Минас Тирите (после гибели его последнего владельца, гондорского наместника Дэнетора, пожелавшего сгореть с ним заживо, только сильный духом мог его использовать, слабый же видел в нём лишь обуглившиеся руки наместника); шестой был потерян при разрушении Осгилиата; седьмой захвачен Сауроном вместе с Минас Моргулом (ранее называвшемся Минас Итиль).
Согласно тексту «Властелина колец», Саурон использовал палантир Минас Итиля для общения с Саруманом, а также для противоборства с владельцем палантира Минас Тирита, Дэнетором. Однако, если Сарумана ему удалось подчинить, то Дэнетор не покорился Тёмному Властелину. Тем не менее, Саурону удалось постепенно сломить дух наместника Гондора, заставляя палантир последнего показывать ему могущество неисчислимых полчищ Мордора. Завладевший после разгрома Изенгарда палантиром Ортханка Арагорн сумел подчинить камень себе, одолев волю Саурона. После Войны Кольца Арагорн, как король Гондора и Арнора, владел палантирами Минас Тирита и Ортханка, а палантир Башенных холмов увёз за море Элронд. Палантир Минас Итиля был утерян.

## Список палантиров в Средиземье

### Палантиры Арнора

#### Камень Амон Сула
Палантир Амон Сула — один из палантиров, который хранился в башне Амон Сула, в Арноре. Этот камень был слишком велик, чтобы быть поднятым человеком. Камень был помещён в башне Элендилом. После разделения Арнора в 861 Т. Э., Рудаур и Кардолан соперничали с Артэдайном за обладание Амон Сулом и палантиром. После того, как в 1409 Т. Э., сторожевая башня была сожжена и разрушена, палантир был перевезён в Форност. Позже, после захвата Артэдайна Ангмаром и побега короля Арведуи, камень утонул вместе с палантиром из Аннуминаса в заливе Форохел, когда корабль короля Арведуи был раздавлен льдами.

#### Камень Аннуминаса
Палантир Аннуминаса — один из трёх палантиров Северного королевства. Несмотря на то, что он считался одним из самых малых по размерам палантиров, этим камнем чаще всего пользовался Король Севера. Когда Король-Чародей захватил Форност в 1974 г., Камень Аннуминаса и Камень Амон-Сула были спасены Королём Арведуи, но оба были утрачены, когда судно Арведуи потонуло в Заливе Форохел в 1975 году.

#### Камень Элендила
Палантир Элендила, также известный как Камень Элостириона — один из палантиров, принесённых в Средиземье Верными из Нуменора. Он был помещён в башне Элостирион в Эмин Берайд. После падения Арнора он охранялся Кирданом и эльфами Линдона. Этот камень был связан только с Главным палантиром, расположенным на Тол-Эрессеа в Бессмертных Землях. Иногда эльфы совершали паломничество в эту башню, чтобы увидеть Бессмертные Земли в камне Элендила. Одна из таких компаний эльфов (возглавляемая Гилдором Инглорионом) и была встречена Фродо, Сэмом, Мерри и Пипином 24 сентября 3018 Т. Э. В конце Третьей эпохи, палантир был доставлен на Запад вместе с Хранителями Кольца.

### Палантиры Гондора

#### Камень Итиля
Палантир Итиля — один из палантиров, который был помещён в древней крепости Минас Итиль. Этот камень попал в руки к назгулам, когда в 2002 Т. Э. Минас Итиль был захвачен ими (позже город стал известен как Минас Моргул). Этот камень использовался Сауроном например для того, чтобы привлечь на свою сторону Сарумана и обманывать Наместника Гондора Дэнетора II. Вполне вероятно, что камень был уничтожен в момент разрушения Барад Дура.

#### Камень Анора
Палантир Анора — один из палантиров, который хранился на верхнем уровне Минас Тирита, в верхней палате Башни Эктелиона. Своё название получил от древнего названия этого города, Минас Анор. Он не использовался и хранился в секрете Правящими Наместниками Гондора. Всё это было потому, что этот камень был особенно близок к Камню Итиля, а тот в свою очередь был утерян для Гондора и попал в руки Саурона. Первым из Наместников его использовал Дэнетор II. Он наблюдал за землями Гондора, а также бросил вызов Саурону в «битве разумов». Тёмный властелин не смог склонить Наместника на сторону зла, однако из-за этого противостояния, Дэнетор начал быстрее стареть. После того, как он сошёл с ума во время осады орками Минас Тирита в 3019 году Т. Э., он вошёл на костёр вместе с палантиром и совершил самосожжение, любой, кто был недостаточно силён духом, не видел больше в этом палантире ничего, кроме горящих рук Дэнетора.

#### Камень Осгилиата
Палантир Осгилиата — главный из семи палантиров Средиземья. Он хранился в Осгилиате, древней столице Гондора. Более 1500 лет он хранился в Куполе Звёзд (Осгилиат с синдарина «цитадель звёзд»). Камень Осгилиата, в отличие от большинства других палантиров, был слишком большим и тяжёлым, чтобы быть поднятым человеком. Также этот главный камень был утерян первым из палантиров Средиземья. Палантир Осгилиата был утерян в водах Андуина во время Распри Родичей в 1437 Т. Э.

#### Камень Ортханка
Палантир Ортханка — один из семи палантиров, принесённый в Средиземье и помещённый Элендилом и его сыновьями в башню Ортханк — цитадель Изенгарда, находящуюся на западных границах Гондора. Когда время Королей в Гондоре подошло к концу, Ортханк был заброшен, а палантир забыт.
В 2759 Т. Э., Саруман обратился к наместнику Гондора Берену, и предложил ему свою помощь в охране Ортханка и поддержании его обороноспособности. Наместник согласился, а Саруман переехал в Изенгард. Неизвестно, что думал на счёт палантира наместник Гондора, возможно он полагал, что один из Мудрых будет наилучшей охраной для Камня.
Изучив архивы Минас Тирита, Саруман узнал, что палантир находится в Ортханке. Найдя его, Саруман, примерно с 3000 Т. Э., начал использовать его. Однако, Камень Ортханка вскоре вошел в контакт с Камнем Итиля, а Курунир попал под влияние Саурона.
Саруман ослабел и предал Белый Совет, свободные народы Средиземья.
5 марта 3019 года, после того, как войска Сарумана были побеждены в битве за Хельмову Падь, а Изенгард разрушен энтами, Гэндальф и Король Теоден Роханский прибыли в Ортханк, чтобы вести переговоры с Саруманом. Слуга Сарумана Грима Червеуст бросил Камень Ортханка вниз из башни, и он был подобран Перегрином Туком. Гэндальф взял палантир себе, но хоббит не переставал думать о нём, и ночью взял его у спящего мага, и заглянул в него. Его взору предстал Саурон, который принял его за Хранителя Кольца и предположил, что Перегрин находился в плену у Сарумана в Ортханке.
6 марта 3019 года, Арагорн, как законный владелец палантиров, взял Камень Ортханка себе и вернул контроль над ним. Благодаря камню, он увидел, что корсары представляют опасность для Минас Тирита с юга и, пройдя Путями Мёртвых, захватил суда корсаров и прибыл в самый разгар битвы на Пеленнорских Полях. А также, он смог отвлечь внимание Саурона от Мордора и предоставил свободу действий Фродо и Сэму.
После Войны Кольца Арагорн, став королём Воссоединённого Королевства Арнора и Гондора, использовал Камень Ортханка, чтобы обозревать свои земли и происходящие на них события. Скорее всего, палантир был возвращён в башню Ортханк.

## Внешний вид
Палантиры — идеальные сферы с гладкой поверхностью. Казалось, что они были сделаны из твёрдого сплошного стекла или из чёрного хрусталя. Они различались размерами: самый маленький был приблизительно фут в диаметре, в то время как наибольшие были слишком громоздкими, чтобы быть поднятыми человеком. Когда их не использовали, их цвет был насыщенно-чёрным. Считалось, что они могут быть уничтожены только в пламени Ородруина.

## Палантиры в фанфиках
В книге «По ту сторону рассвета» Ольги Брилёвой, написанной под псевдонимом Берена Белгариона, говорится, что впервые палантиры попали на территорию Средиземья ещё во дни Великого Исхода эльфов-нолдор в Белерианд в начале Первой Эпохи. В книге упоминаются как минимум два палантира — одним из них владел король нолдор Хитлума Фингон, сын Финголфина, другим — король Нарготронда Финрод Фелагунд. Уходя вместе с Береном на оккупированные Морготом земли во исполнение клятвы, данной отцу Берена, Финрод забрал палантир Нарготронда с собой, а позднее научил Берена управлять им, и это послужило впоследствии залогом успеха восстания, поднятого Береном в Дортонионе — пользуясь палантиром, он сумел с изумительной точностью скоординировать удары эльфийских и человеческих армий по войскам Мелькора и Саурона, что привело к их полному разгрому и освобождению земель народа Беора.
В повести К. Ю. Еськова «Последний кольценосец» палантиры вместе с Зеркалом Галадриэли представляют собой продукт разделения Вековечного Огня и не могут существовать отдельно друг от друга. Кроме того, палантир передает не изображение, а сам объект. Этим свойством палантиров пользуются герои повести, чтобы уничтожить Зеркало Галадриэли и положить конец могуществу эльфов в своем мире.
Также в некоторых форумных ролевых играх и фанфикшене палантир имеет возможность перенести того кто им владеет близко к другому в виде призрака, к примеру в Мордор.

## Палантиры в экранизациях
В экранизации «Властелин колец» был показан только один палантир — находящийся в башне Ортханк и принадлежавший Саруману.
В первой части кинотрилогии Саруман показывает палантир Гэндальфу перед тем, как напасть на него. Гэндальф предупреждает Сарумана, что палантир — это палка о двух концах, но белый маг его не слушает, поскольку уже порабощен Сауроном:
Пока найдены далеко не все видящие камни, мы не можем знать, кто ещё их увидит.
После этих слов Гэндальф накрывает палантир тканью, но касается его на мгновение и видит око Саурона. Это подразумевает, что ещё один палантир находится у Саурона, в крепости Барад-Дур (предположительно палантир Минас-Итиля), однако в дальнейшем это не подтверждается.
В третьем фильме палантир Ортханка находит на руинах Изенгарда Перегрин Тук. Видящий камень сразу же забирает Гэндальф. Ночью Пиппин выкрадывает палантир у Гэндальфа, чтобы ещё раз взглянуть на него, но, прикоснувшись к камню, оказывается под воздействием Саурона, который задаёт ему вопросы. Пиппин не поддается Тёмному Властелину и мельком видит его планы нападения на Гондор. Перед хоббитом предстает сцена, в которой Пиппин видит, как горит Белое Древо Гондора. Арагорн и Гэндальф отбирают камень у хоббита. Гэндальф увозит Пиппина с палантиром в Минас Тирит. Рохан готовится к походу до Минас Тирита с целью помочь Гондору. Больше видящий камень в оригинальной версии не появляется.
В режиссёрской версии моменты с палантиром показаны более подробно. Так, в самом начале третьего фильма палантир выскальзывает из рукава убитого Сарумана. Помимо этого, Арагорн пользуется палантиром, чтобы привлечь внимание Саурона перед битвой у Чёрных Врат. При этом Элессар на мгновение видит в видящем камне Саурона, держащего в руках другой палантир.

## Палантиры в музыке
- Palantir — шведский музыкальный коллектив, исполняющий музыку в стиле пауэр метал[2]
- Палантир упоминается в первом и последнем куплете песни «Пошёл Вон Вавилон» российского музыканта Бориса Гребенщикова (премьера клипа на YouTube состоялась 31 декабря 2019[3]):

Меня зовут Багадур Одиссей,

Я уронил палантир в Енисей.

Если хочешь пожать, то посей,

Но не ходи у меня по голове, фарисей.